# فریب (فیلم ۱۹۹۶)
فریب (به هندی: फरेब) یک فیلم دلهره‌آور روان‌شناختی هندی به کارگردانی ویکرام بات است که در سال ۱۹۹۶ منتشر شد. در این فیلم بازیگران تازه‌وارد فراز خان و سومان رانگاناتان به همراه میلیند گوناجی حضور دارند. این فیلم در ۲۸ ژوئن ۱۹۸۶ منتشر شد. این فیلم بازسازی فیلم آمریکایی "ورود غیرقانونی (فیلم ۱۹۹۲)" است. این فیلم با توجه به بودجه‌اش در گیشه موفق بود. موسیقی جاتین-لالیت نیز به یکی از نکات برجسته فیلم تبدیل شد.